# 有田のヤラシイ…
『有田のヤラシイ…』（ありたのヤラシイ…）とはTBS系列で放送されていた有田哲平司会のトークバラエティ番組である。通称『有ヤラ』

## 概要
- 本番組は2013年3月まで『有田とマツコと男と女』に出演していたくりぃむしちゅーの有田哲平が、毎週ゲストと「ヤラシイ話」でトークをするユニークなバラエティ番組であり、2013年4月から9月までは『有田とヤラシイ人々』のタイトルで放送された。
- 同年10月26日（25日深夜）からは土曜1時台（金曜深夜）前半枠に移動・リニューアルして本タイトルで放送されていたが、2014年3月22日（21日深夜）を以て終了。
- 2014年5月1日からは2度目のタイトル変更、木曜25時台に移動して『有田のヤラシイ…』として放送された。本時間帯がTBS制作になるのは『よるべん』以来1年ぶりとなり、『有田のヤラシイ…』から制作協力として極東電視台がエンドクレジットに載るようになった。
- 2015年3月27日（26日深夜）を以て『有田のヤラシイ…』は終了。変わって有田出演枠は同年4月21日より水曜0時台（火曜深夜）にて『有田チルドレン』が放送されている。

## 出演者

### MC
- 有田哲平（くりぃむしちゅー）

### アシスタント
- 吉田明世（TBSアナウンサー）※『有田のヤラシイ…』に改題した2014年5月2日より出演。
- 佐藤渚（TBSアナウンサー）※『有田のヤラシイ…』以降、企画によっては吉田の代わりに出演。

### ナレーション
- 田中みな実（担当当時TBSアナウンサー）※『ヤラシイ人々』のみ
- 三村ロンド ※ゴールデンSP[2]、『ヤラシイハナシ』以降

## 主な企画
- 自作自演インタビュー
初回は『ヤラシイハナシ』2014年2月7日深夜（関東地区）放送。有田と数人のゲストが、自分が自慢したいことをインタビュー形式で披露する。出演者自ら脚本を書いた上で、インタビュアー役の吉田アナ（別人の回あり）と共にインタビューを「演じて」いる。

## ネット局

### 有田とヤラシイ人々
| 放送対象地域   | 放送局                    | 系列    | 放送期間                 | 放送日時                     | 遅れ       |
| -------------- | ------------------------- | ------- | ------------------------ | ---------------------------- | ---------- |
| 関東広域圏     | TBSテレビ（TBS）          | TBS系列 | 2013年4月30日 - 9月17日  | 火曜 23:58 - 翌0:28          | 製作局     |
| 北海道         | 北海道放送（HBC）         | TBS系列 | 2013年4月30日 - 9月17日  | 火曜 23:58 - 翌0:28          | 同時ネット |
| 山形県         | テレビユー山形（TUY）     | TBS系列 | 2013年4月30日 - 9月17日  | 火曜 23:58 - 翌0:28          | 同時ネット |
| 福島県         | テレビユー福島（TUF）     | TBS系列 | 2013年4月30日 - 9月17日  | 火曜 23:58 - 翌0:28          | 同時ネット |
| 新潟県         | 新潟放送（BSN）           | TBS系列 | 2013年4月30日 - 9月17日  | 火曜 23:58 - 翌0:28          | 同時ネット |
| 長野県         | 信越放送（SBC）           | TBS系列 | 2013年4月30日 - 9月17日  | 火曜 23:58 - 翌0:28          | 同時ネット |
| 静岡県         | 静岡放送（SBS）           | TBS系列 | 2013年4月30日 - 9月17日  | 火曜 23:58 - 翌0:28          | 同時ネット |
| 石川県         | 北陸放送（MRO）           | TBS系列 | 2013年4月30日 - 9月17日  | 火曜 23:58 - 翌0:28          | 同時ネット |
| 岡山県・香川県 | 山陽放送（RSK）           | TBS系列 | 2013年5月6日 - 9月23日   | 月曜 23:53 - 翌0:23          | 6日遅れ    |
| 富山県         | チューリップテレビ（TUT） | TBS系列 | 2013年5月8日 - 10月2日   | 水曜 0:08 - 0:38（火曜深夜） | 14日遅れ   |
| 長崎県         | 長崎放送（NBC）           | TBS系列 | 2013年5月8日 - 9月25日   | 水曜 23:58 - 翌0:28          | 8日遅れ    |
| 中京広域圏     | 中部日本放送（CBC）       | TBS系列 | 2013年5月9日 - 9月26日   | 木曜 0:28 - 0:58（水曜深夜） | 8日遅れ    |
| 近畿広域圏     | 毎日放送（MBS）           | TBS系列 | 2013年5月9日 - 10月20日  | 日曜 1:28 - 1:58（土曜深夜） | 32日遅れ   |
| 福岡県         | RKB毎日放送（RKB）        | TBS系列 | 2013年5月14日 - 10月22日 | 火曜 0:28 - 0:58（月曜深夜） | 34日遅れ   |
| 宮城県         | 東北放送（TBC）           | TBS系列 | 2013年5月16日 - 10月3日  | 木曜 0:10 - 0:40（水曜深夜） | 15日遅れ   |
| 鹿児島県       | 南日本放送（MBC）         | TBS系列 | 2013年5月16日 - 10月17日 | 木曜 0:35 - 1:05（水曜深夜） | 29日遅れ   |
| 広島県         | 中国放送（RCC）           | TBS系列 | 2013年7月3日 - 10月30日  | 水曜 23:58 - 翌0:28          | 43日遅れ   |

- テレビ山口（tys）では、2013年7月24日から2014年3月20日まで不定期に放送されていた。
- 熊本放送（RKK）では2013年9月25日（23:58 - 翌0:58）に単発放送された。

### ゴールデンSP
| 放送対象地域   | 放送局                    | 系列    | 放送日時                                               | 遅れ       |
| -------------- | ------------------------- | ------- | ------------------------------------------------------ | ---------- |
| 関東広域圏     | TBSテレビ（TBS）          | TBS系列 | 2013年6月4日 21:00 - 23:00 2013年10月1日 21:00 - 22:48 | 製作局     |
| 北海道         | 北海道放送（HBC）         | TBS系列 | 2013年6月4日 21:00 - 23:00 2013年10月1日 21:00 - 22:48 | 同時ネット |
| 青森県         | 青森テレビ（ATV）         | TBS系列 | 2013年6月4日 21:00 - 23:00 2013年10月1日 21:00 - 22:48 | 同時ネット |
| 岩手県         | IBC岩手放送（IBC）        | TBS系列 | 2013年6月4日 21:00 - 23:00 2013年10月1日 21:00 - 22:48 | 同時ネット |
| 宮城県         | 東北放送（TBC）           | TBS系列 | 2013年6月4日 21:00 - 23:00 2013年10月1日 21:00 - 22:48 | 同時ネット |
| 山形県         | テレビユー山形（TUY）     | TBS系列 | 2013年6月4日 21:00 - 23:00 2013年10月1日 21:00 - 22:48 | 同時ネット |
| 福島県         | テレビユー福島（TUF）     | TBS系列 | 2013年6月4日 21:00 - 23:00 2013年10月1日 21:00 - 22:48 | 同時ネット |
| 山梨県         | テレビ山梨（UTY）         | TBS系列 | 2013年6月4日 21:00 - 23:00 2013年10月1日 21:00 - 22:48 | 同時ネット |
| 新潟県         | 新潟放送（BSN）           | TBS系列 | 2013年6月4日 21:00 - 23:00 2013年10月1日 21:00 - 22:48 | 同時ネット |
| 長野県         | 信越放送（SBC）           | TBS系列 | 2013年6月4日 21:00 - 23:00 2013年10月1日 21:00 - 22:48 | 同時ネット |
| 静岡県         | 静岡放送（SBS）           | TBS系列 | 2013年6月4日 21:00 - 23:00 2013年10月1日 21:00 - 22:48 | 同時ネット |
| 富山県         | チューリップテレビ（TUT） | TBS系列 | 2013年6月4日 21:00 - 23:00 2013年10月1日 21:00 - 22:48 | 同時ネット |
| 石川県         | 北陸放送（MRO）           | TBS系列 | 2013年6月4日 21:00 - 23:00 2013年10月1日 21:00 - 22:48 | 同時ネット |
| 中京広域圏     | 中部日本放送（CBC）       | TBS系列 | 2013年6月4日 21:00 - 23:00 2013年10月1日 21:00 - 22:48 | 同時ネット |
| 近畿広域圏     | 毎日放送（MBS）           | TBS系列 | 2013年6月4日 21:00 - 23:00 2013年10月1日 21:00 - 22:48 | 同時ネット |
| 鳥取県・島根県 | 山陰放送（BSS）           | TBS系列 | 2013年6月4日 21:00 - 23:00 2013年10月1日 21:00 - 22:48 | 同時ネット |
| 岡山県・香川県 | 山陽放送（RSK）           | TBS系列 | 2013年6月4日 21:00 - 23:00 2013年10月1日 21:00 - 22:48 | 同時ネット |
| 広島県         | 中国放送（RCC）           | TBS系列 | 2013年6月4日 21:00 - 23:00 2013年10月1日 21:00 - 22:48 | 同時ネット |
| 山口県         | テレビ山口（tys）         | TBS系列 | 2013年6月4日 21:00 - 23:00 2013年10月1日 21:00 - 22:48 | 同時ネット |
| 愛媛県         | あいテレビ（itv）         | TBS系列 | 2013年6月4日 21:00 - 23:00 2013年10月1日 21:00 - 22:48 | 同時ネット |
| 高知県         | テレビ高知（KUTV）        | TBS系列 | 2013年6月4日 21:00 - 23:00 2013年10月1日 21:00 - 22:48 | 同時ネット |
| 福岡県         | RKB毎日放送（RKB）        | TBS系列 | 2013年6月4日 21:00 - 23:00 2013年10月1日 21:00 - 22:48 | 同時ネット |
| 長崎県         | 長崎放送（NBC）           | TBS系列 | 2013年6月4日 21:00 - 23:00 2013年10月1日 21:00 - 22:48 | 同時ネット |
| 熊本県         | 熊本放送（RKK）           | TBS系列 | 2013年6月4日 21:00 - 23:00 2013年10月1日 21:00 - 22:48 | 同時ネット |
| 大分県         | 大分放送（OBS）           | TBS系列 | 2013年6月4日 21:00 - 23:00 2013年10月1日 21:00 - 22:48 | 同時ネット |
| 宮崎県         | 宮崎放送（MRT）           | TBS系列 | 2013年6月4日 21:00 - 23:00 2013年10月1日 21:00 - 22:48 | 同時ネット |
| 鹿児島県       | 南日本放送（MBC）         | TBS系列 | 2013年6月4日 21:00 - 23:00 2013年10月1日 21:00 - 22:48 | 同時ネット |
| 沖縄県         | 琉球放送（RBC）           | TBS系列 | 2013年6月4日 21:00 - 23:00 2013年10月1日 21:00 - 22:48 | 同時ネット |

### 有田のヤラシイハナシ
| 放送対象地域   | 放送局                    | 系列    | 放送期間                                 | 放送日時                     | 遅れ       |
| -------------- | ------------------------- | ------- | ---------------------------------------- | ---------------------------- | ---------- |
| 関東広域圏     | TBSテレビ（TBS）          | TBS系列 | 2013年10月26日 - 2014年3月15日           | 土曜 0:50 - 1:20（金曜深夜） | 製作局     |
| 静岡県         | 静岡放送（SBS）           | TBS系列 | 2013年10月26日 - 2014年3月15日           | 土曜 0:50 - 1:20（金曜深夜） | 同時ネット |
| 鳥取県・島根県 | 山陰放送（BSS）           | TBS系列 | 2013年10月26日 - 2014年3月15日           | 土曜 0:50 - 1:20（金曜深夜） | 同時ネット |
| 愛媛県         | あいテレビ（itvTV）       | TBS系列 | 2013年10月26日 - 2014年3月15日           | 土曜 0:50 - 1:20（金曜深夜） | 同時ネット |
| 石川県         | 北陸放送（MRO）           | TBS系列 | 2013年11月1日 - 2014年3月21日            | 木曜 1:03 - 1:33（水曜深夜） | 5日遅れ    |
| 中京広域圏     | 中部日本放送（CBC）       | TBS系列 | 2013年10月30日 - 2014年3月26日           | 水曜 23:58 - 翌0:33          | 12日遅れ   |
| 長野県         | 信越放送（SBC）           | TBS系列 | 2013年11月4日 - 2014年3月14日            | 月曜 23:58 - 翌0:28          | 10日遅れ   |
| 新潟県         | 新潟放送（BSN）           | TBS系列 | 2013年11月4日 - 2014年3月25日            | 火曜 0:28 - 0:58（月曜深夜） | 10日遅れ   |
| 岡山県・香川県 | 山陽放送（RSK）           | TBS系列 | 2013年11月4日 - 2014年3月25日            | 火曜 0:28 - 0:58（月曜深夜） | 10日遅れ   |
| 広島県         | 中国放送（RCC）           | TBS系列 | 2013年11月6日 - 2014年3月27日            | 水曜 23:58 - 翌0:28          | 12日遅れ   |
| 青森県         | 青森テレビ（ATV）         | TBS系列 | 2013年11月7日 - 2014年4月2日             | 水曜 0:33 - 1:03（火曜深夜） | 18日遅れ   |
| 富山県         | チューリップテレビ（TUT） | TBS系列 | 2013年11月7日 - 2014年4月16日            | 水曜 0:08 - 0:38（火曜深夜） | 32日遅れ   |
| 北海道         | 北海道放送（HBC）         | TBS系列 | 2013年11月7日 - 2014年3月20日            | 木曜 23:58 - 翌0:28          | 6日遅れ    |
| 山口県         | テレビ山口（tys）         | TBS系列 | 2013年11月8日 - 2014年3月28日            | 金曜 1:28 - 1:58（木曜深夜） | 13日遅れ   |
| 近畿広域圏     | 毎日放送（MBS）           | TBS系列 | 2013年11月10日 - 2014年3月23日           | 日曜 1:28 - 1:58（土曜深夜） | 8日遅れ    |
| 山形県         | テレビユー山形（TUY）     | TBS系列 | 2013年11月12日 - 2014年4月1日            | 火曜 0:28 - 0:58（月曜深夜） | 17日遅れ   |
| 福岡県         | RKB毎日放送（RKB）        | TBS系列 | 2013年11月19日 - 2014年4月1日            | 火曜 0:28 - 0:58（月曜深夜） | 17日遅れ   |
| 長崎県         | 長崎放送（NBC）           | TBS系列 | 2013年12月10日 - 2014年4月1日            | 火曜 23:58 - 翌0:28          | 18日遅れ   |
| 宮城県         | 東北放送（TBC）           | TBS系列 | 2013年12月12日 - 2014年4月24日           | 木曜 0:33 - 1:03（水曜深夜） | 40日遅れ   |
| 大分県         | 大分放送（OBS）           | TBS系列 | 2014年3月27日 - 5月9日、9月18日、10月2日 | 木曜 0:58 - 1:28（水曜深夜） | 110日遅れ  |

- テレビユー福島では、2013年12月7日から2014年6月14日まで、主に週末午後や深夜に不定期放送されていた。
- 南日本放送では、2014年4月2日（0:05 - 1:10）・9日（0:05 - 1:05）に単発放送された。

### 有田のヤラシイ...
| 放送対象地域   | 放送局             | 系列    | 放送期間         | 放送日時                     | 遅れ     |
| -------------- | ------------------ | ------- | ---------------- | ---------------------------- | -------- |
| 関東広域圏     | TBSテレビ（TBS）   | TBS系列 | 2014年5月2日 -   | 金曜 1:11 - 1:41（木曜深夜） | 製作局   |
| 近畿広域圏     | 毎日放送（MBS）    | TBS系列 | 2014年5月11日 -  | 日曜 1:28 - 1:58（土曜深夜） | 9日遅れ  |
| 岡山県・香川県 | 山陽放送（RSK）    | TBS系列 | 2014年5月16日 -  | 金曜 1:28 - 1:58（木曜深夜） | 14日遅れ |
| 鹿児島県       | 南日本放送（MBC）  | TBS系列 | 2014年6月26日 -  | 木曜 14:00 - 14:30           | 56日遅れ |
| 広島県         | 中国放送（RCC）    | TBS系列 | 2014年7月15日 -  | 火曜 23:58 - 翌0:28          | 75日遅れ |
| 北海道         | 北海道放送（HBC）  | TBS系列 | 2014年7月16日 -  | 水曜 0:39 - 1:10（火曜深夜） | 75日遅れ |
| 中京広域圏     | CBCテレビ（CBC）   | TBS系列 | 2014年7月17日 -  | 木曜 1:16 - 1:48（水曜深夜） | 76日遅れ |
| 福岡県         | RKB毎日放送（RKB） | TBS系列 | 2014年10月29日 - | 水曜 0:38 - 1:08（火曜深夜） | 未定     |

- 東北放送では、2014年7月1日（0:03 - 0:33）に、新潟放送では、2014年7月5日（0:50 - 1:20）に単発放送された。

## スタッフ
- 構成：成瀬正人、はしもとこうじ
- TM：山下直
- TD：大蔵聡
- VE：藤本剛
- CAM：横田研一
- MIX：森和哉
- LD：加藤由美子
- 美術プロデュース：東立
- 美術デザイン：桝本瑠璃
- 美術制作：藤田なつみ
- 装置：谷平真二
- 操作：三谷剛大
- 電飾：佐山直也
- 装飾：田村健治
- アクリル装飾：古川明音
- ヘアメイク：大岩乃里子
- 編集：沖野浩平、佃豪人
- MA：渡辺佳巳
- CG：稲葉秀樹、伊是名陽子
- 音効：岡田淳一
- TK：葛貫明子
- デスク：堀江知里
- 編成：高山暢比古
- 宣伝：奥住達也
- アシスタントディレクター：芝隆一、松崎能也
- キャスティングプロデューサー：中村恵
- ディレクター：浅沼雄介、津宏典、中川学、勝田拓也、伊藤隆大
- 制作協力：極東電視台（ヤラシイ…からエンドクレジットに表示）
- 制作：大久保竜（ハナシまでは、チーフプロデューサー）
- プロデューサー：刀根鉄太、首藤光典（首藤→ヤラシイ…からエンドクレジットに表示）
- 総合演出：丹野樹史
- 製作著作：TBS

### 過去のスタッフ
- 構成：渡辺真也、キシ、利光宏治／桜井慎一（人々時代は、ゴールデンSPのみ）
- VE：青木智奈未
- MIX：田村真紀、鈴木誠司
- LD：鈴木英敬
- 美術：三須明子（ハナシまでは、美術プロデューサー）
- 美術デザイナー：石井健将
- 美術制作：鈴木康裕
- 電飾：桑原英幸
- 造花装飾：伊東富之
- 編集：高橋勇志、日詰しのぶ、大橋一明
- MA：坂井真一、水野貴浩
- CG：近藤恵嗣
- 音効：高村光一
- リサーチ：羽田正樹、晨原大輔、北野圭祐
- デスク：山口麻美
- 編成：坂田栄治
- アシスタントディレクター：吉田航、國井三穂、高野綾香、盛秀男、長谷川雄平、宮部未奈子
- キャスティングプロデューサー：荒井美妃、増村紀男、前田美和（前田→レギュラー版では、アシスタントプロデューサー）
- アシスタントプロデューサー：古川亜希子、辻野まなみ、吉田弓恵、福田道子、海保香苗
- ディレクター：宮本大輔、内田雅行、髙木大輔、倉田敬之、武田治、森田篤、山際梨紗、及川桂一、川島優子
- プロデューサー：渡部宗一、住田雄一